# Anonymous (Band)
Anonymous ist eine Punk-Rock-Band aus Andorra.

## Geschichte
Die Gruppe wurde im Jahre 2004 gegründet und ist in Andorra und in Nordspanien (vor allem Katalonien) bekannt. Sie repräsentierten Andorra beim Semifinale des Eurovision Song Contest 2007 in Helsinki mit dem Lied Salvem el món, das sie auf Englisch und Katalanisch sangen. Sie erreichten beim Semifinale Platz 12 mit 80 Punkten und schieden somit aus.